# Săcăleni
Săcăleni es una localidad rumana de la comuna de Poienari, en el condado de Neamț.

## Historia
Hacia comienzos del siglo XX la localidad, que por entonces pertenecía al antiguo condado de Roman, formaba parte de la comuna de Pîncești y tenía contabilizada una población de 352 habitantes.
En la segunda mitad del siglo XX la localidad había pasado a formar parte de la comuna de Poienari, en el condado de Neamț. En el censo de 2021 la localidad tenía una población de 298 habitantes.